# Mysmena wawuensis
Espèce
Mysmena wawuensis est une espèce d'araignées aranéomorphes de la famille des Mysmenidae.

## Distribution
Cette espèce est endémique du Sichuan en Chine,. Elle se rencontre dans le xian de Hongya vers 1 929 m d'altitude.

## Description
Le mâle holotype mesure 0,60 mm et la femelle paratype 0,75 mm.

## Étymologie
Son nom d'espèce, composé de wawu et du suffixe latin -ensis, « qui vit dans, qui habite », lui a été donné en référence au lieu de sa découverte, le mont Wawu.

## Publication originale
- Lin & Li, 2013 : Two new species of the genera Mysmena and Trogloneta (Mysmenidae, Araneae) from southwestern China. ZooKeys, no 303, p. 33-51 (texte intégral).